# 布里默
布里默（法語：Brimeux，法語發音：[bʁimø]）是法国上法蘭西大區加来海峡省的一个市镇，属于蒙特勒伊区。

## 地理
布里默（50°26'40"N, 1°50'2"E）面积10.68 平方千米，位于法国上法蘭西大區加来海峡省，该省份为法国北部沿海省份，西北濒北海，南至索姆省，东临北部省。
与布里默接壤的市镇（或旧市镇、城区）包括：马朗拉、莱斯皮努瓦、康什河畔马尔勒、博姆里圣马丹、布瓦让、康帕涅莱塞丹。

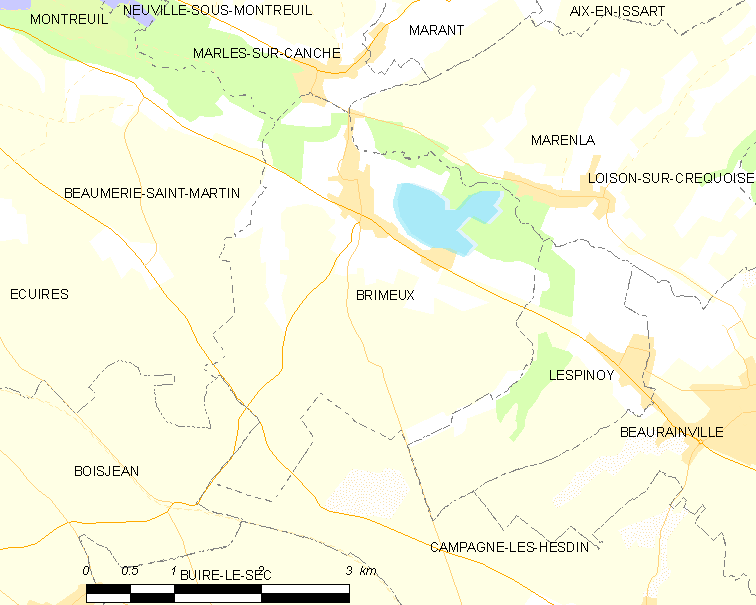
布里默的OSM定位图

布里默的时区为UTC+01:00、UTC+02:00（夏令时）。

## 行政
布里默的邮政编码为62170，INSEE市镇编码为62177。

## 政治
布里默所属的省级选区为欧克西堡县。

## 人口

1962-2008年间布里默人口变化图示

布里默于2022年1月1日时的人口数量为872人。